# 萨雷塔什 (阿拉万区)
萨雷塔什（Sary-Tash）是吉尔吉斯斯坦奥什州阿拉万区(Aravan)下辖的一个村。2009年全村人口为1748人。